# Aeropuerto de Yacuiba
El Aeropuerto de Yacuiba sirve a la población boliviana del mismo nombre y se encuentra por tanto a escasos kilómetros del límite internacional entre Bolivia y Argentina ya que la ciudad de Yacuiba, departamento de Tarija, se encuentra conurbada con la ciudad argentina de Salvador Mazza, provincia de Salta. 
Atiende de manera exclusiva vuelos nacionales a las ciudades de Tarija y Santa Cruz de la Sierra desde la cual existen conexiones a diversos aeropuertos internacionales en Perú, Argentina, Paraguay, Chile y Brasil entre otros. 
Posee una pista de pavimento flexible de 2100 metros. El código IATA del aeropuerto es BYC y el código ICAO es SLYA.

## Aerolíneas y destinos
| Aerolíneas            | Destinos |
| --------------------- | -------- |
| Boliviana de Aviación | Tarija   |

### Aerolíneas que cesaron operación
Aerolíneas Argentinas: (Buenos Aires-Ezeiza, Jujuy)